# 学園アイドルマスター1st Single
『学園アイドルマスター1st Single』（がくえんアイドルマスターファーストシングル）は、2024年8月7日からリリースされるキャラクターソングCDシリーズ。

## 概要
「学園アイドルマスター」のキャラクターソングCDシリーズ第1弾。それまでの日本コロムビアやランティスに販売を委託していた他ブランドと異なり、バンダイナムコエンターテインメントの音楽レーベルであるASOBINOTESから直接販売される形式となっている。パッケージイラストは自撮りをテーマにしている。また、パッケージは14cm×25cmの紙製ケースとなっている。

## Fighting My Way
2024年8月7日発売。花海咲季のデビューシングル。
収録曲
歌：花海咲季（長月あおい）
1. Fighting My Way
作詞：HIROMI、作曲・編曲：Giga
2. 初（はじめ） [花海咲季 Solo ver.]
作詞・作曲：原口沙輔、編曲：宮川弾・原口沙輔
3. Campus mode!! [花海咲季 Solo ver.]
作詞・作曲：田淵智也、編曲：滝澤俊輔（TRYTONELABO）
4. Fighting My Way（Off Vocal）
5. 初（Off Vocal）
6. Campus mode!!（Off Vocal）

## Luna say maybe
2024年8月7日発売。月村手毬のデビューシングル。
収録曲
歌：月村手毬（小鹿なお）
1. Luna say maybe
作詞・作曲：美波、編曲：美波・真船勝博
2. 初 [月村手毬 Solo ver.]
3. Campus mode!! [月村手毬 Solo ver.]
4. Luna say maybe（Off Vocal）
5. 初（Off Vocal）
6. Campus mode!!（Off Vocal）

## 世界一可愛い私
2024年8月7日発売。藤田ことねのデビューシングル。
収録曲
歌：藤田ことね（飯田ヒカル）
1. 世界一可愛い私
作詞・作曲・編曲：HoneyWorks
2. 初 [藤田ことね Solo ver.]
3. Campus mode!! [藤田ことね Solo ver.]
4. 世界一可愛い私（Off Vocal）
5. 初（Off Vocal）
6. Campus mode!!（Off Vocal）

## clumsy trick
2024年8月28日発売。姫崎莉波のデビューシングル。
収録曲
歌：姫崎莉波（薄井友里）
1. clumsy trick
作詞・作曲：渡辺翔、編曲：那須野新平
2. 初 [姫崎莉波 Solo ver.]
3. Campus mode!! [姫崎莉波 Solo ver.]
4. clumsy trick（Off Vocal）
5. 初（Off Vocal）
6. Campus mode!!（Off Vocal）

## Wonder Scale
2024年8月28日発売。倉本千奈のデビューシングル。
収録曲
歌：倉本千奈（伊藤舞音）
1. Wonder Scale
作詞：大森祥子、作曲・編曲：兼松衆
2. 初 [倉本千奈 Solo ver.]
3. Campus mode!! [倉本千奈 Solo ver.]
4. Wonder Scale（Off Vocal）
5. 初（Off Vocal）
6. Campus mode!!（Off Vocal）

## 白線
2024年8月28日発売。葛城リーリヤのデビューシングル。
収録曲
歌：葛城リーリヤ（花岩香奈）
1. 白線
作詞・作曲・編曲：ナユタン星人
2. 初 [葛城リーリヤ Solo ver.]
3. Campus mode!! [葛城リーリヤ Solo ver.]
4. 白線（Off Vocal）
5. 初（Off Vocal）
6. Campus mode!!（Off Vocal）

## Fluorite
2024年9月25日発売。有村麻央のデビューシングル。
収録曲
歌：有村麻央（七瀬つむぎ）
1. Fluorite
作詞：やぎぬまかな、作曲・編曲：Moe Shop
2. 初 [有村麻央 Solo ver.]
3. Campus mode!! [有村麻央 Solo ver.]
4. Fluorite（Off Vocal）
5. 初（Off Vocal）
6. Campus mode!!（Off Vocal）

## Tame-lie-one-step
2024年9月25日発売。紫雲清夏のデビューシングル。
収録曲
歌：紫雲清夏（湊みや）
1. Tame-lie-one-step
作詞・作曲・編曲：東優太
2. 初 [紫雲清夏 Solo ver.]
3. Campus mode!! [紫雲清夏 Solo ver.]
4. Tame-lie-one-step（Off Vocal）
5. 初（Off Vocal）
6. Campus mode!!（Off Vocal）

## 光景
2024年9月25日発売。篠澤広のデビューシングル。
収録曲
歌：篠澤広（川村玲奈）
1. 光景
作詞・作曲・編曲：長谷川白紙
2. 初 [篠澤広 Solo ver.]
3. Campus mode!! [篠澤広 Solo ver.]
4. 光景（Off Vocal）
5. 初（Off Vocal）
6. Campus mode!!（Off Vocal）

## The Rolling Riceball
2025年1月15日発売。花海佑芽のデビューシングル。
収録曲
歌：花海佑芽（松田彩音）
1. The Rolling Riceball
作詞・作曲：佐藤貴文（BNSI）、編曲：半田彬倫
2. 初 [花海佑芽 Solo ver.]
3. Campus mode!! [花海佑芽 Solo ver.]
4. The Rolling Riceball（Off Vocal）
5. 初（Off Vocal）
6. Campus mode!!（Off Vocal）

## 小さな野望
2025年2月19日発売。十王星南のデビューシングル。
収録曲
歌：十王星南（陽高真白）
1. 小さな野望
作詞：小室みつ子、作曲・編曲：椎名豪
2. 初 [十王星南 Solo ver.]
3. Campus mode!! [十王星南 Solo ver.]
4. 小さな野望（Off Vocal）
5. 初（Off Vocal）
6. Campus mode!!（Off Vocal）

## ツキノカメ
2025年5月21日発売。 秦谷美鈴のデビューシングル。
収録曲
歌：秦谷美鈴（春咲暖）
1. ツキノカメ
作詞・作曲・編曲：ミフメイ（BNSI）
2. 初 [秦谷美鈴 Solo ver.]
3. Campus mode!! [秦谷美鈴 Solo ver.]
4. ツキノカメ（Off Vocal）
5. 初（Off Vocal）
6. Campus mode!!（Off Vocal）